# Zalmplaat (metrostation)
Zalmplaat is een metrostation in het Rotterdamse stadsdeel Hoogvliet. Het station werd geopend op 25 oktober 1974 en was op dat moment het eindpunt van de noord-zuidlijn van de Rotterdamse metro, nu lijn D geheten. Ruim tien jaar na de opening, op 25 april 1985, werd de lijn verder doorgetrokken naar Spijkenisse, waardoor Zalmplaat zijn functie als eindstation verloor. Het was indertijd ook het enige eindstation van de Rotterdamse metro zonder eilandperron. Het station is hetzelfde ontwerp als het station in Poortugaal, zij het in spiegelbeeld uitgevoerd.

## Geschiedenis
Sinds 4 november 2002 is de Calandlijn (nu lijn C) bij station Tussenwater met de Erasmuslijn (nu lijn D) verbonden en wordt Zalmplaat ook door metro's van deze lijn bediend. Het bovengrondse station heeft twee perrons en ligt vlak voor de ingang van de metrotunnel onder de Oude Maas.
Van 2 april tot en met 24 juni 2012 was metrostation Zalmplaat gesloten voor onderhoud. De metro's stopten toen niet bij dit station, maar reden met aangepaste snelheid het station voorbij. Er werden tijdens de sluiting van het station pendelbussen ingezet van en naar metrostation Hoogvliet.
De Terp · Capelle Centrum · Slotlaan · Capelsebrug · Kralingse Zoom · Voorschoterlaan · Gerdesiaweg · Oostplein · Blaak  · Beurs · Eendrachtsplein · Dijkzigt · Coolhaven · Delfshaven · Marconiplein · Schiedam Centrum  · Parkweg · Troelstralaan · Vijfsluizen · Pernis · Tussenwater · Hoogvliet · Zalmplaat · Spijkenisse Centrum · Heemraadlaan · De Akkers
Rotterdam Centraal  · Stadhuis · Beurs · Leuvehaven · Wilhelminaplein · Rijnhaven · Maashaven · Zuidplein · Slinge · Rhoon · Poortugaal · Tussenwater · Hoogvliet · Zalmplaat · Spijkenisse Centrum · Heemraadlaan · De Akkers